# 巴特霍爾路
巴特霍爾路是一條位於英國南約克郡唐卡斯特市科尼斯伯勒的街道，此街道因為其具有暗示性的名稱而於2009年4月更名為射手路（Archers Way）。此街道長約150英尺（47米），北端與A630謝菲爾德道連接，南端則與布特布斯克步道和烏鴉步道相交。因為此街道很短，所以街道旁只建有四間房屋。這四間房屋皆位於街道的東邊，其門牌號數分別是1、3、5和7。

## 名稱
儘管唐卡斯特市議會和當地政府機構都表示他們沒有相關的紀錄，但是巴特霍爾路的居民卻相信此街道是得名自位於這一帶的公用雨水收集池（雨水收集池的英文名稱為water butt）。此街道的英文本名「butt hole」在美国英语中的意思為「肛门」，因此很容易讓人誤解街道名真的是指肛门。

## 名稱影響

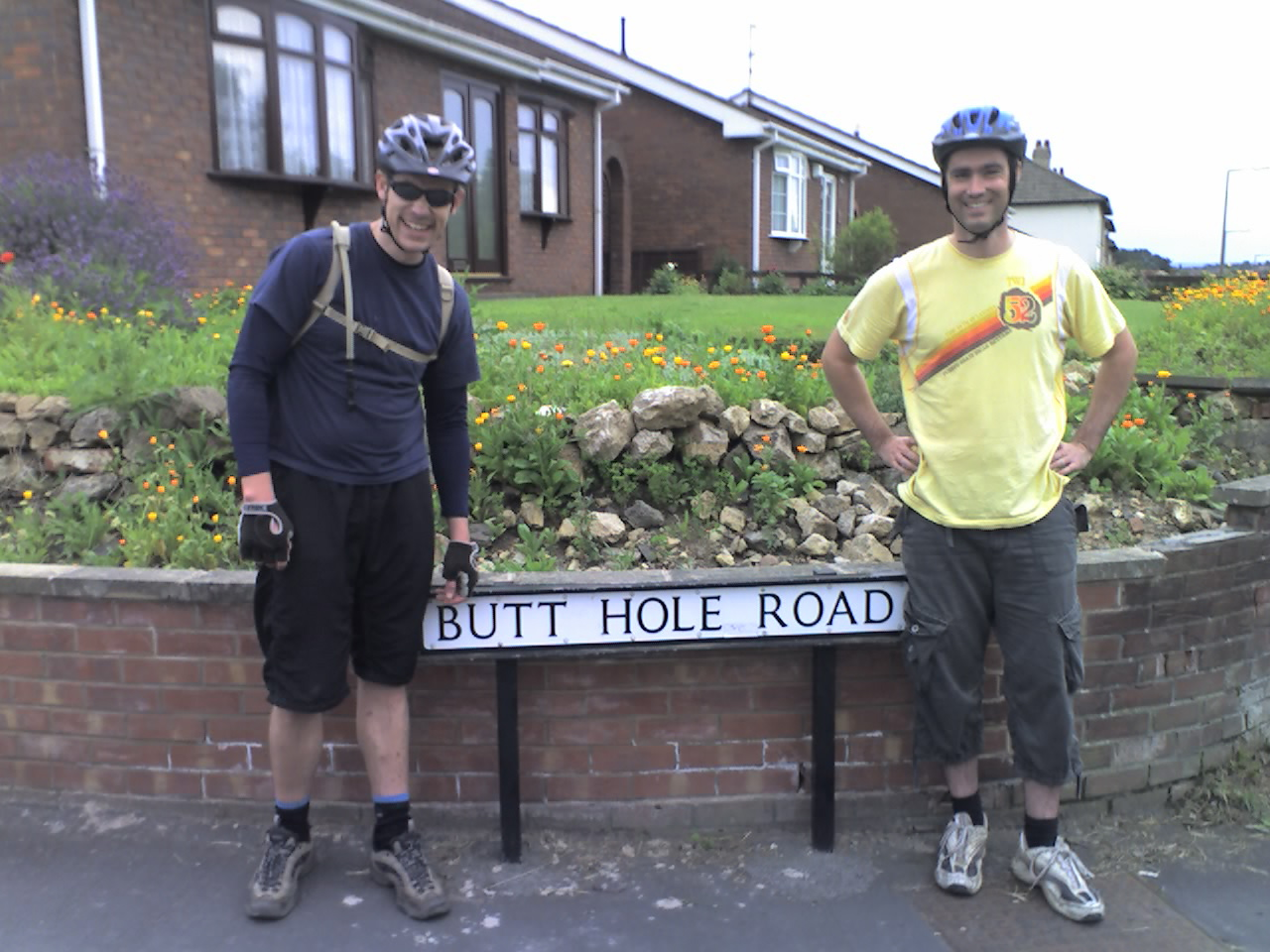
此街道的標誌非常有名，不少遊客經過此處都會拍照留念。

巴特霍爾路因其具暗示性的名稱而聞名於英國內外。當此街道的路牌圖片在互聯網上出現後，街道很快就聞名國外。在巴特霍爾路獲得知名度後，當地的遊覽車便開始經過這裡，並會讓遊客下車拍照。街道的路牌成為整條街的焦點，因此路牌不斷被偷去。而部份遊客更加會在路牌旁露出臀部拍照。
儘管巴特霍爾路成為了一個受歡迎的旅遊目的地，但有些時候傳遞員和計程車司機卻會以為「巴特霍爾路」是一個惡作劇而拒絕提供服務。街道的居民亦經常收到來自惡作劇者的電話。於2004年，一篇關於此街道的路透社文章指出住在巴特霍爾路上的一個家庭僅僅因為對街道的名稱感到尷尬，所以搬離價值15萬英鎊的平房。而另一位巴特霍爾路居民則指出他起初以為住在這條街道上會“很有趣”，但街道名稱所帶來的新鮮感很快就消失了。而此街頭的名稱更加啟發了埃德·赫斯特和羅布·貝利創作一本名為《粗魯的英國》（Rude Britain）的書。

## 更名

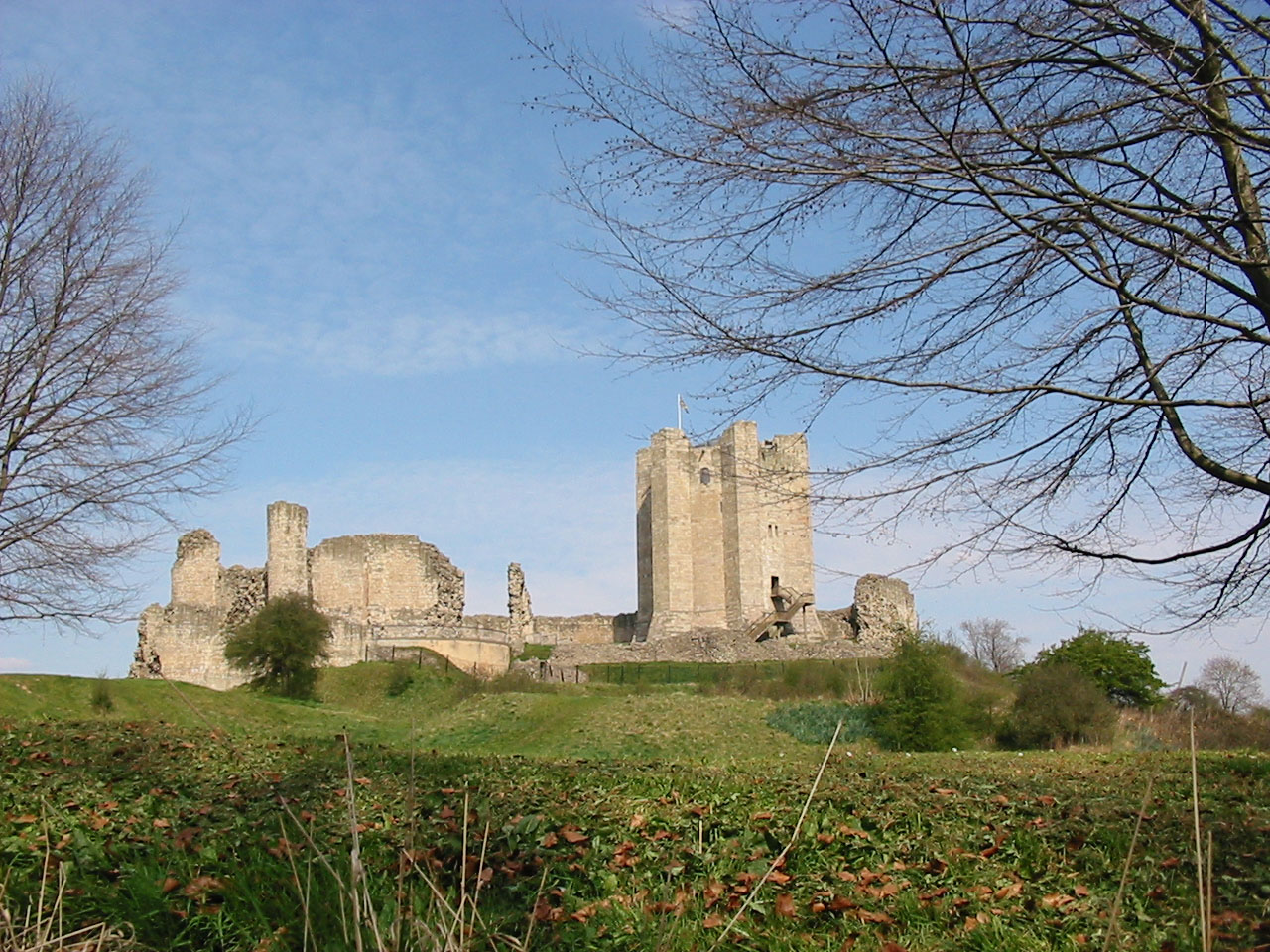
巴特霍爾路的新名稱射手路是得名自科尼斯伯勒城堡。

巴特霍爾路成的居民因為不堪大量遊客來訪，以及惡作劇者的騷擾，遂決定將街道名稱改掉。規劃師亦允許以一個所有居民都不反對的名稱取代現有名稱。因為唐卡斯特市議會只會在路牌損毀後才免費更換路牌，所以街道的居民們只好籌集300英鎊訂造一個新路牌。於2009年4月22日，巴特霍爾路正式更名為射手路（Archers Way）。該名稱是以街道附近興建於12世紀的中世紀古蹟科尼斯伯勒城堡命名。
在名稱更改後不久，網民便於互聯網發表一份請願書，請求居民把街道名稱改回巴特霍爾路。巴特霍爾路更名一事得到了世界各地媒體的關注，其中包括《新西蘭先驅報》、《图片报》和《最新消息报》。